# Derde Tussenperiode
De Derde Tussenperiode (ca. 1070 - 712 v.Chr.) was een woelige periode in de Egyptische oudheid waarin zowel oorlogen als heersers elkaar in snel tempo opvolgden.

## Derde Tussenperiode
Na de dood van Ramses XI ontzette hogepriester van Amon Herihor in Thebe de farao's uit hun macht. Het land was toen opnieuw verdeeld. Herihor leidde Opper-Egypte (stroomopwaarts, dus het zuidelijke deel) en Smendes leidde Neder-Egypte (stroomafwaarts, dus het noordelijke deel). Smendes richtte de 21e dynastie van Egypte op, die ook als Tanites bekend is. Egypte had langdurig te maken met invallen van Libische stammen en de koningen van de 21e dynastie werden zonder een duidelijke strijd vervangen door de Libische Mesjwesj-koningen van de 22e dynastie van Egypte.
De eerste koning van de nieuwe dynastie, de Meswjesj Sjosjenq I, had als generaal gediend  onder de laatste heerser van de 21e dynastie. Het is bekend dat hij zijn eigen zoon aanstelde als hogepriester van Amon, een post die eerder erfelijk was. Geschreven verslagen uit deze periode, voor zover al bekend, zijn fragmentarisch. Daardoor bestaat twijfel over de juistheid van deze informatie. 
Er schijnen vele groepen geweest te zijn die uiteindelijk tot de verwezenlijking van de 23e dynastie van Egypte leidden. Saïs, de nieuwe hoofdstad, werd opgericht door de 24e dynastie van Egypte. 

Heerschapsgebieden tijdens de Derde Tussenperiode

## Referentie
- Mastenbroek, Onno. 1980. Het Libische avontuur in Egypte (22e–24e dynastie). Onderwerpen uit de egyptologie 3, ser. ed. W. C. Sollman. Amsterdam: Egyptologische vereniging "Sjemsoethot".